# 京都市立桂川中学校
京都市立桂川中学校（きょうとしりつ かつらがわちゅうがっこう）は、京都府京都市西京区にある公立中学校。

## 沿革
- 1978年4月 - 京都市立桂中学校に京都市立桂中学校東分校を設置
- 1979年4月 - 京都市立桂中学校から独立校として分離し、京都市立桂川中学校開校
- 1980年2月 - 校歌制定
- 2002年10月 - 学校給食を導入
- 2006年4月 - 2学期制導入

## 通学区域
以下の小学校区を通学区域とする。
- 京都市立桂東小学校（全域）
- 京都市立川岡小学校（全域）
- 京都市立川岡東小学校（全域）

## 交通アクセス
- 阪急京都本線 桂駅下車
- 東海道本線（JR京都線） 桂川駅下車

## 著名な出身者
- 小杉竜一（お笑いコンビブラックマヨネーズ）
- 森谷昭仁（元プロ野球選手）[1]

## 通学区域が隣接している学校
- 京都市立樫原中学校
- 京都市立桂中学校
- 京都市立西京極中学校
- 京都市立洛南中学校
- 京都市立久世中学校
- 向日市立寺戸中学校
- 向日市立西ノ岡中学校